# Khalid Skah
Khalid Skah (in arabo خالد سكاه‎?; Midelt, 29 gennaio 1967) è un ex mezzofondista e maratoneta marocchino, campione olimpico dei 10000 metri piani a Barcellona 1992.

## Biografia
Nato nel 1967, a Midelt, Marocco, Khalid Skah ottiene i suoi primi successi nella corsa campestre, specialità in cui trionfa due volte ai Mondiali, vincendo nel 1990 ad Aix-les-Bains e nel 1991 ad Anversa.
La sua prima medaglia di rilievo su pista la ottiene invece durante i campionati mondiali di Tokyo, nel 1991; nella capitale giapponese conquista il bronzo sui 10000 metri, dietro ai kenioti Moses Tanui e Richard Chelimo, mentre conclude al 6º posto la gara dei 5000 m.
Alle Olimpiadi di Barcellona del 1992 Skah coglie la sua più importante vittoria in carriera, conquistando l'oro sui 10000 m dopo un lungo duello con il keniota Richard Chelimo. I due, correndo un ritmo impossibile per gli altri atleti in gara, rimangono ben presto da soli al comando della gara. A quattro giri dal termine i due incontrano un atleta doppiato, Hammou Boutayeb, marocchino come Skah. Boutayeb invece di farsi da parte e far passare i due atleti davanti, rimane davanti ai due correndo al loro ritmo.
Il comportamento di Boutayeb ottiene come effetto quello di impedire a Chelimo di portarsi avanti e provare a staccare Skah sul ritmo. Ad un giro dal termine Boutayeb improvvisamente si ritira dalla gara; Skah e Chelimo rimangono così da soli. Chelimo non trova più spazio per partire in progressione e Skah, dotato di un ottimo spunto in volata, vince precedendo il rivale di un secondo.
La gara ha una coda giudiziaria: il Kenya presenta ricorso contro la federazione del Marocco, accusando Skah e Boutayeb di essersi accordati contro Chelimo. I giudici inizialmente danno ragione alla federazione keniota, squalificando Skah ed assegnando la medaglia d'oro a Chelimo. Successivamente il Marocco presenta ricorso, che viene accolto dalla giuria d'appello e restituisce di fatto la vittoria a Khalid Skah.
Nel 1993 Skah ottiene una vittoria sui 5000 m al prestigioso meeting di Zurigo; tuttavia finisce solamente al quinto posto la gara dei Mondiali sulla medesima distanza. Nella stessa stagione stabilisce il record mondiale sulla distanza delle 2 miglia con il tempo di 8'12"17. Nel 1994 vince i campionati mondiali di mezza maratona ad Oslo mentre ai Mondiali su pista dell'anno successivo ottiene l'argento sui 10000 metri dietro all'etiope Haile Gebrselassie.
Alle Olimpiadi di Atlanta del 1996, Skah si presenta da campione olimpico in carica dei 10000 metri, ma non riesce a bissare il titolo di 4 anni prima, finendo la gara solo al settimo posto.
L'ultima medaglia in carriera Skah la vince ai mondiali di mezza maratona del 1998 ad Uster, in Svizzera, dove ottiene il bronzo stabilendo il suo primato personale sulla distanza in 1h00'24. Nel 2003, ai Mondiali di Parigi, prova anche a cimentarsi nella maratona, non andando tuttavia oltre il 38º posto.

## Palmarès
| Anno | Manifestazione             | Sede          | Evento         | Risultato | Prestazione | Note                          |
| ---- | -------------------------- | ------------- | -------------- | --------- | ----------- | ----------------------------- |
| 1986 | Mondiali di cross          | Neuchâtel     | Corsa juniores | 68º       | 24'49"9     |                               |
| 1989 | Mondiali di cross          | Stavanger     | Corsa seniores | 56º       | 42'09"      |                               |
| 1990 | Mondiali di cross          | Aix-les-Bains | Corsa seniores | Oro       | 34'21"      |                               |
| 1990 | Campionati africani        | Il Cairo      | 10000 m piani  | Oro       | 28'31"10    |                               |
| 1991 | Mondiali di cross          | Anversa       | Corsa seniores | Oro       | 33'53"      |                               |
| 1991 | Mondiali                   | Tokyo         | 5000 m piani   | 6º        | 13'32"90    |                               |
| 1991 | Mondiali                   | Tokyo         | 10000 m piani  | Bronzo    | 27'41"74    |                               |
| 1992 | Mondiali di cross          | Boston        | Corsa seniores | 4º        | 37'20"      |                               |
| 1992 | Giochi olimpici            | Barcellona    | 10000 m piani  | Oro       | 27'46"70    |                               |
| 1993 | Mondiali di cross          | Amorebieta    | Corsa seniores | 6º        | 33'22"      |                               |
| 1993 | Giochi del Mediterraneo    | Linguadoca    | 10000 m piani  | Oro       | 28'46"38    |                               |
| 1993 | Mondiali                   | Stoccarda     | 5000 m piani   | 5º        | 13'07"18    |                               |
| 1994 | Mondiali di cross          | Budapest      | Corsa seniores | 5º        | 34'56"      |                               |
| 1994 | Mondiali di mezza maratona | Oslo          | Individuale    | Oro       | 1h00'27"    |                               |
| 1995 | Mondiali                   | Göteborg      | 10000 m piani  | Argento   | 27'14"53    | Miglior prestazione personale |
| 1996 | Mondiali di cross          | Stellenbosch  | Corsa seniores | 7º        | 34'34"      |                               |
| 1996 | Giochi olimpici            | Atlanta       | 10000 m piani  | 7º        | 27'46"98    |                               |
| 1998 | Mondiali di mezza maratona | Uster         | Individuale    | Bronzo    | 1h00'24"    | Miglior prestazione personale |
| 1999 | Mondiali                   | Siviglia      | 10000 m piani  | 10º       | 28'25"10    |                               |
| 2001 | Mondiali di mezza maratona | Bristol       | Individuale    | 10º       | 1h01'41"    |                               |
| 2003 | Mondiali                   | Saint-Denis   | Maratona       | 38º       | 2h16'34"    | Miglior prestazione personale |

## Altre competizioni internazionali
1988
- Oro alla Corrida de Houilles ( Houilles) - 26'35"

1989
- Oro alla Corrida de Houilles ( Houilles) - 26'48"

1990
- Argento alla Grand Prix Final ( Atene), 5000 m piani - 13'31"22
- Oro alla Corrida de Houilles ( Houilles) - 26'33"

1991
- Oro alla Cinque Mulini ( San Vittore Olona)
- Oro alla Corrida de Houilles ( Houilles) - 26'11"

1992
- Oro alla Corrida de Houilles ( Houilles) - 26'13"
- Oro al Cross Internacional de Italica ( Italica) - 28'05"

1993
- Oro alla Zevenheuvelenloop ( Nimega) - 43'45"
- Oro alla Corrida de Houilles ( Houilles) - 26'29"

1994
- Oro alla Grand Prix Final ( Parigi), 5000 m piani - 13'14"63
- Oro in Coppa del mondo ( Londra), 10000 m piani - 27'38"74

1995
- Oro alla Corrida de Houilles ( Houilles) - 26'50"

1996
- Oro al Cross di Alà dei Sardi ( Alà dei Sardi) - 32'26"

1997
- Oro alla Corrida de Houilles ( Houilles) - 27'57"

2001
- Oro alla Great South Run ( Portsmouth) - 46'17"

2004
- 5º alla Göteborg Half Marathon ( Göteborg) - 1h05'09"